# Nationalrepublikanska partiet
För partiet från Abraham Lincoln, se Republikanska partiet.
För partiet från Thomas Jefferson, se Demokratisk-republikanska partiet.
Det Nationalrepublikanska partiet (engelska: National Republican Party eller National Republicans) var ett amerikanskt parti som existerade på 1820-talet.

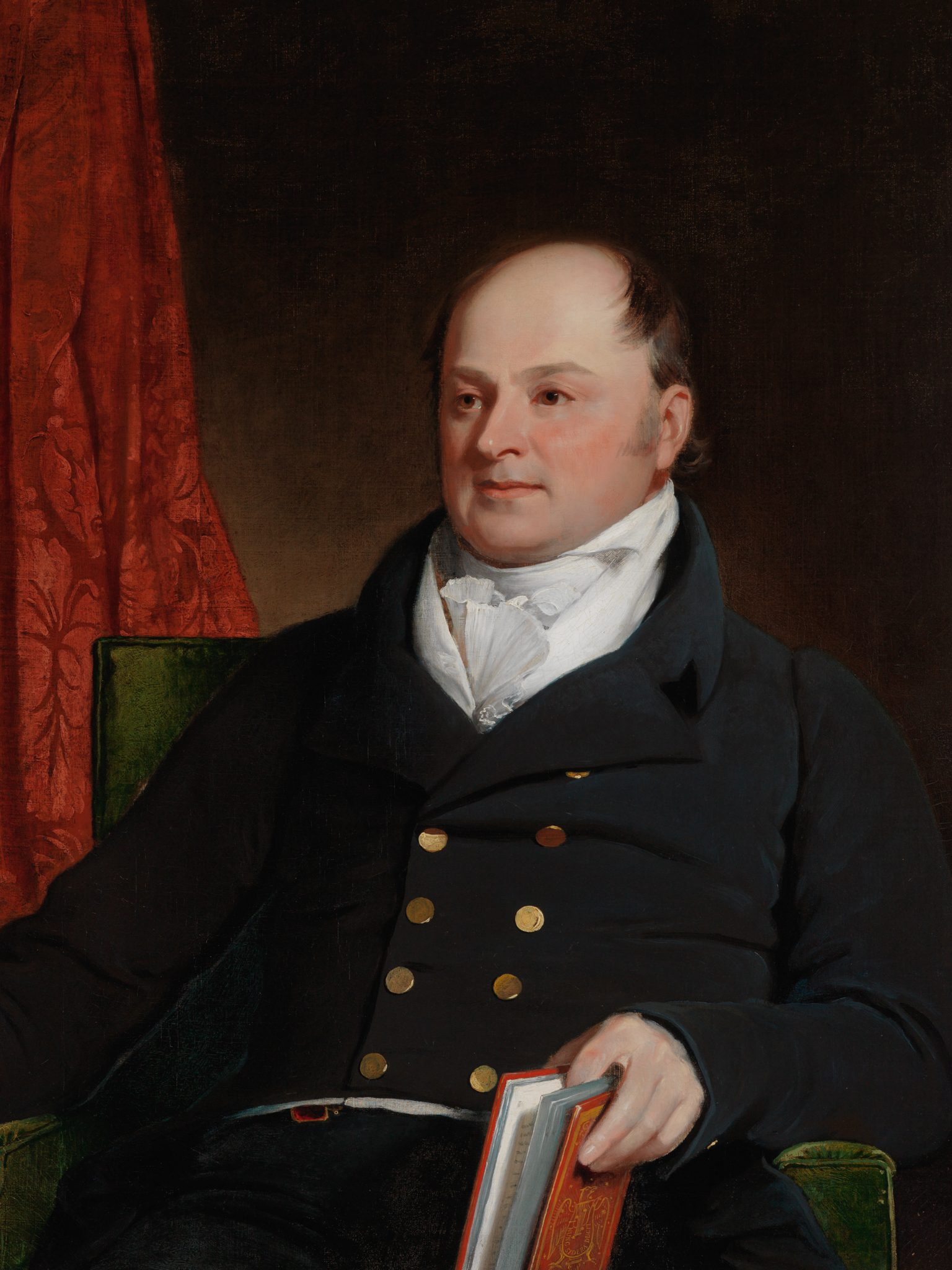
John Quincy Adams var centralgestalt i det nationalrepublikanska partiet.

Partiet var ett utbrytarparti från Demokratisk-republikanska partiet på grund av inre oenigheter kring styrkeförhållandet mellan presidenten och Kongressen, samt förhållandet mellan federala myndigheter och delstaterna.
Det slutade med att en minoritet kring president John Quincy Adams, som ville begränsa presidentämbetets makt, bröt sig ut och bildade Nationalrepublikanska partiet. Även utbrytare från det splittrade Federalistpartiet slöt sig till denna falang.
Efter att Adams förlorade presidentvalet 1828 upplöstes partiet, men stora delar av partiet fördes vidare i form av Whigpartiet som uppstod på 1830-talet och senare också av Republikanska partiet.